# 에이미 워지
에이미 워지(Amy Wadge, 1975년 12월 22일 ~ )는 잉글랜드의 싱어송라이터이다. 58회 그래미상에서 에드 시런과 함께 에드 시런의 곡 "Thinking Out Loud"으로 올해의 노래상(Song of the Year)을 받았다.